# Schwarzrandige Margerite
Die Schwarzrandige Margerite (Leucanthemum atratum) ist eine Pflanzenart in der Familie der Korbblütler (Asteraceae). Die Pflanze wird auch als Schwarzrandige Wucherblume oder Sägeblättrige Magerite bezeichnet.

## Beschreibung
Die mehrjährige krautige Pflanze erreicht Wuchshöhen von 20 bis 40 Zentimeter.
Die kahlen, dunkelgrünen Blätter sind etwas dicklich bzw. fleischig. Die Grundblätter sind meist lang gestielt, wobei die Spreite langkeilig in den Blattstiel verschmälert sind. Sie sind vorn grob gesägt bis gekerbt und haben meist fünf bis sieben Zähne. Die mittleren Stängelblätter sind sitzend und haben fast dreieckige Zähne (etwa zweimal so lang wie breit) die aufrecht abstehen, wobei der Winkel etwa 45° beträgt.
Am unverzweigten Stängel sitzt ein Körbchen mit weißen Zungen- und gelben Röhrenblüten. Der Blütenstand erreicht einen Durchmesser von drei bis fünf Zentimeter. Die Früchte der Blüten haben ein deutliches Krönchen. Die Hüllblätter sind schwarz berandet.
Blütezeit ist von Juni bis September.
Die Art ist hexaploid. Die Chromosomenzahl ist 2n = 54.

## Verwechslungsmöglichkeiten
Die Steineralpen-Margerite (Leucanthemum lithopolitanicum) (Endemit der Steiner Alpen) und die Haller-Margerite (Leucanthemum halleri) werden ebenfalls oft durch die schwarzen Hüllblätter mit der Schwarzrandigen Margerite verwechselt.
Beide Arten werden jedoch nur zwischen fünf und 20 Zentimeter hoch, mit länglich bis linealischen Zähnen auf den mittleren Stängelblättern. Diese sind abstehend bis zurückgebogen (Winkel mehr als 45°). Beide Arten sind diploid.
Die Spezies Leucanthemum atratum bildet zusammen mit vier weiteren Arten (Leucanthemum lithopolitanicum, Leucanthemum halleri, Leucanthemum coronopifolium und Leucanthemum tridactylites) das sogenannte Leucanthemum atratum - Aggregat. Zusammen mit dem sogenannten Leucanthemum vulgare – Aggregat bilden diese beiden Sippen-Gruppen ein schwierig zu unterscheidendes Kleinarten-Taxon, die fast ausschließlich alpine Vegetationszonen inhabitieren (auf die Ausnahme von Leucanthemum ircutianum sei hingewiesen).

## Standort und Verbreitung
Die kalkstete Schwarzrandige Margerite ist ein Endemit der nordöstlichen Kalkalpen und kommt nur vom Höllengebirge bis zum Schneeberg vor. Als Standort werden Gesteinsflure, Ruhschutt und Schuttschneeböden bevorzugt. Die Pflanze ist zerstreut in den Bundesländern Oberösterreich, Niederösterreich und der nördlichen Steiermark von der subalpinen bis alpinen Höhenstufe anzutreffen. Sie ist eine Art der Ordnung Thlaspietalia rotundifolii.